# Hockey Roller Club Monza 2019-2020
Questa voce raccoglie le informazioni riguardanti l'Hockey Roller Club Monza nelle competizioni ufficiali della stagione 2019-2020.

## Maglie e sponsor
Lo sponsor ufficiale per la stagione 2019-2020 è TeamServiceCar.
| 1ª divisa | 2ª divisa |

## Organigramma societario
- Presidente: Andrea Brambilla
- Vicepresidente: Franco Girardelli
- Consiglieri: Graciela Angarita, Edoardo Enrini
- Direttore sportivo: Franco Girardelli
- Segreteria: Andrea Nobili
- Addetto stampa: Federico Faicchia

## Organico

### Giocatori
Dati tratti dal sito internet ufficiale della Federazione Italiana Sport Rotellistici.
| N° | Naz.                 | Ruolo | Sportivo           |  |  |  |
| -- | -------------------- | ----- | ------------------ |  |  |  |
| 1  | Italia (bandiera)    | P     | Stefano Zampoli    |  |  |  |
| 2  | Italia (bandiera)    | E     | Matteo Zucchetti   |  |  |  |
| 3  | Italia (bandiera)    | E     | Pietro Lazzarotto  |  |  |  |
| 4  | Spagna (bandiera)    | E     | Marc Ollè          |  |  |  |
| 6  | Argentina (bandiera) | E     | Julian Martinez    |  |  |  |
| 7  | Italia (bandiera)    | E     | Matteo Galimberti  |  |  |  |
| 8  | Italia (bandiera)    | E     | Sebastiano Schena  |  |  |  |
| 10 | Italia (bandiera)    | E     | Lorenzo Uboldi     |  |  |  |
| 21 | Spagna (bandiera)    | E     | Pol Franci Jimenez |  |  |  |
| 44 | Italia (bandiera)    | E     | Davide Nadini      |  |  |  |
| 77 | Italia (bandiera)    | E     | Alessandro Uboldi  |  |  |  |

### Staff tecnico
- Allenatore:  Tommaso Colamaria
- Meccanico:  Antonio Piazza